# Camp de concentration d'Oranienbourg
Pour les articles homonymes, voir Oranienburg (homonymie).
Le camp de concentration d'Oranienbourg, est édifié en février 1933 au milieu de la ville d'Oranienbourg (Brandebourg) sur l'emplacement d'une ancienne brasserie fréquentée par les SA ; il ouvre le 21 mars, soit un jour après Dachau. Il s'agit d'un des tout premiers camps de concentration nazis. Jusqu'à sa fermeture en juillet 1934, trois mille hommes et trois femmes y ont été enfermés. Au moins 16 prisonniers y sont tués par les gardes, parmi lesquels l'écrivain et anarchiste  Erich Mühsam, le 9 juillet 1934.
À partir de 1936 un autre camp a été édifié près d'Oranienburg, le camp de Sachsenhausen.

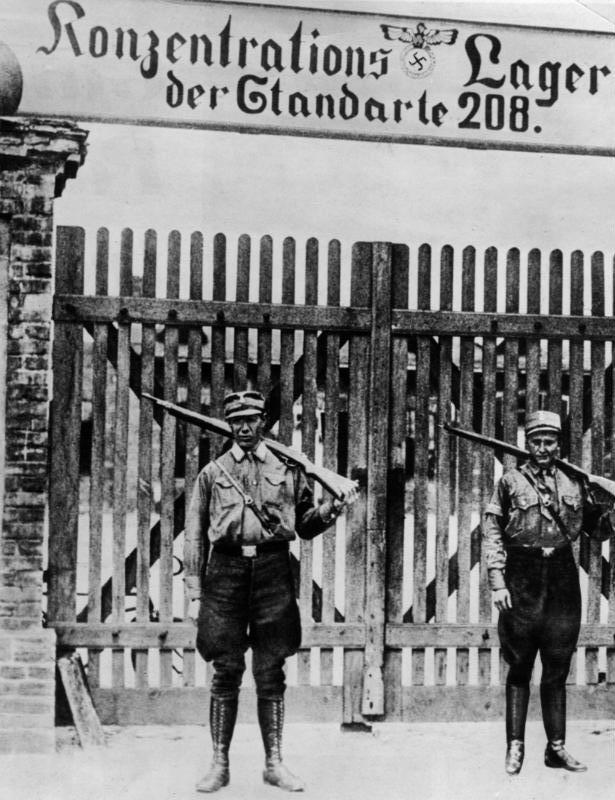
Camp de Concentration d'Oranienbourg 1933

## Internés célèbres
- Alwin Brandes (de), membre du SPD et dirigeant syndical
- Edmund Bursche (de), pasteur évangélique
- Hans Coppi, membre de l'Orchestre rouge, résistant communiste
- Henri Dupont, prêtre catholique, auteur d'un rapport détaillé écrit pour Vatican sur la demande du pape Pie XII
- Alexander Falzmann (de), pasteur évangélique
- Erich Knauf, écrivain
- Erich Mühsam, écrivain
- Ehm Welk (de), écrivain
- Kurt Hiller, pacifiste
- Gerhart Seger, social-démocrate
- Friedrich Ebert, membre du Reichstag
- Ernst Heilmann, représentant de la fraction SPD au parlement du Land de Prusse
- Ernst Hörnicke-Zerbst (de), représentant du KPD au Reichstag
- Kurt Magnus et Heinrich Giesicke, directeurs de la société de la radio du Reich ((de) Reichsrundfunkgesellschaft)
- Alfred Braun, acteur, réalisateur, scénariste et producteur
- Marie Luise Fähling, femme de Erich Fähling, communiste (sa capture était le but de l'emprisonnement de sa femme)
- Johann Georg Elser, horloger qui tenta d'assassiner Hitler le 8 novembre 1939
- Francisco Largo Caballero, homme politique espagnol et dirigeant syndical
- Peter Churchill, responsable de la section F du SOE